# Felipe Pardo
Édgar Felipe Pardo Castro (Quibdó, 17 augustus 1990) is een Colombiaans voetballer die doorgaans uitkomt als rechtsbuiten. In januari 2025 verruilde hij Deportivo Táchira voor Alianza Valledupar. Pardo maakte in 2015 zijn debuut in het Colombiaans voetbalelftal.

## Clubcarrière
Pardo speelde in de jeugd van Deportivo Cali en Atlético Huila. Bij die laatste club brak hij in 2008 door. Vijfentwintig wedstrijden later maakte de vleugelspeler de overstap naar Deportivo Cali, waarvoor hij een halfjaar uitkwam. In 2009 tekende hij namelijk voor Independiente Medellín. Daar had hij vier jaar lang een belangrijke rol in het eerste elftal. In 2013 verliet Pardo deze club, na meer dan honderd competitiewedstrijden gespeeld te hebben. In de zomer van dat jaar verkaste de vleugelspeler namelijk naar Europa, waar hij voor SC Braga ging spelen. Bij de Portugese club ondertekende de speler een vierjarige verbintenis. In zijn twee seizoenen bij Braga kwam de Colombiaan tot negentien doelpunten en veertien assists in vijfenzeventig wedstrijden.
In 2015 vertrok Pardo naar Olympiakos. Daar werd hij op 18 juli 2015 gepresenteerd als nieuwe aanwinst. Met Olympiakos speelde hij in zijn eerste seizoen in de Champions League. Op 16 september debuteerde hij in dit toernooi, toen in eigen huis met 0–3 verloren werd van Bayern München. Tijdens de tweede wedstrijd werd in het Emirates Stadium met 2–3 gewonnen van Arsenal. Pardo opende na tweeëndertig minuten spelen de score en gaf in de zesenzestigste minuut de assist op de winnende treffer van Alfreð Finnbogason. Op 4 november 2015 stond Olympiakos lang met 0–1 achter tegen Dinamo Zagreb. In de vierenzestigste minuut mocht Pardo van coach Marco Silva invallen voor Hernâni. In de vijfenzestigste minuut schoot de Colombiaan Olympiakos op gelijke hoogte en in de laatste minuut tekende hij zelfs voor de winnende treffer. In januari 2017 werd hij voor de duur van een half seizoen verhuurd aan FC Nantes. Pardo stapte in januari 2019 over naar Deportivo Toluca, waar hij zijn handtekening zette onder een verbintenis voor de duur van drieënhalf jaar. Medio 2020 werd hij voor een jaar verhuurd aan Pachuca. Pardo keerde in januari 2022 terug bij Independiente. Na zijn vertrek hier in januari 2024 tekende hij een maand later voor Rionegro Águilas. In de zomer van dat jaar tekende Pardo voor Deportivo Táchira, de regerend kampioen van Venezuela. Een half jaar later keerde hij bij Alianza Valledupar terug in Colombia.

## Clubstatistieken
| Seizoen | Club                   | Competitie      | Competitie | Competitie | Beker | Beker | Internationaal | Internationaal | Totaal | Totaal |
| Seizoen | Club                   | Competitie      | Wed.       | Dlp.       | Wed.  | Dlp.  | Wed.           | Dlp.           | Wed.   | Dlp.   |
| ------- | ---------------------- | --------------- | ---------- | ---------- | ----- | ----- | -------------- | -------------- | ------ | ------ |
| 2008    | Atlético Huila         | Liga Aguila     | 25         | 4          | ?     | ?     | —              | —              | 25     | 4      |
| 2009    | Deportivo Cali         | Liga Aguila     | 21         | 3          | ?     | ?     | —              | —              | 21     | 3      |
| 2009    | Independiente Medellín | Liga Aguila     | 21         | 3          | ?     | ?     | —              | —              | 21     | 3      |
| 2010    | Independiente Medellín | Liga Aguila     | 34         | 1          | ?     | ?     | 6              | 1              | 40     | 2      |
| 2011    | Independiente Medellín | Liga Aguila     | 24         | 1          | 4     | 2     | —              | —              | 28     | 5      |
| 2012    | Independiente Medellín | Liga Aguila     | 36         | 7          | 4     | 2     | —              | —              | 40     | 9      |
| 2013    | Independiente Medellín | Liga Aguila     | 14         | 2          | 6     | 0     | —              | —              | 20     | 2      |
| 2013/14 | SC Braga               | Primeira Liga   | 30         | 7          | 9     | 2     | 2              | 0              | 41     | 9      |
| 2014/15 | SC Braga               | Primeira Liga   | 26         | 7          | 7     | 3     | —              | —              | 33     | 10     |
| 2015/16 | Olympiakos             | Super League    | 21         | 4          | 5     | 1     | 6              | 3              | 32     | 8      |
| 2016/17 | Olympiakos             | Super League    | 7          | 0          | 3     | 3     | 2              | 0              | 12     | 3      |
| 2016/17 | → FC Nantes            | Ligue 1         | 13         | 1          | 1     | 0     | —              | —              | 14     | 1      |
| 2017/18 | Olympiakos             | Super League    | 20         | 2          | 3     | 0     | 8              | 2              | 31     | 4      |
| 2018/19 | Olympiakos             | Super League    | 1          | 0          | 2     | 0     | 0              | 0              | 3      | 0      |
| 2018/19 | Deportivo Toluca       | Liga MX         | 10         | 3          | 0     | 0     | 1              | 0              | 11     | 3      |
| 2019/20 | Deportivo Toluca       | Liga MX         | 27         | 3          | 5     | 1     | —              | —              | 32     | 4      |
| 2020/21 | → Pachuca              | Liga MX         | 37         | 2          | 0     | 0     | —              | —              | 37     | 2      |
| 2021/22 | Deportivo Toluca       | Liga MX         | 3          | 0          | 0     | 0     | —              | —              | 3      | 1      |
| 2022    | Independiente Medellín | Liga Aguila     | 42         | 5          | 3     | 0     | 5              | 0              | 50     | 5      |
| 2023    | Independiente Medellín | Liga Aguila     | 14         | 3          | 0     | 0     | 5              | 0              | 19     | 3      |
| 2024    | Rionegro Águilas       | Liga Aguila     | 12         | 1          | 0     | 0     | 1              | 0              | 13     | 1      |
| 2024    | Deportivo Táchira      | Liga Venezolana | 13         | 3          | 0     | 0     | —              | —              | 13     | 3      |
| 2025    | Alianza Valledupar     | Liga Aguila     | 1          | 0          | 0     | 0     | —              | —              | 1      | 0      |
| Totaal  | Totaal                 | Totaal          | 445        | 62         | 52    | 14    | 36             | 6              | 533    | 82     |

Bijgewerkt op 6 februari 2025.

## Interlandcarrière
In november 2015 werd Pardo voor het eerst opgeroepen voor het Colombiaans voetbalelftal voor twee kwalificatiewedstrijden voor het WK 2018 tegen Chili en Argentinië. Bondscoach José Pékerman zei dat hij verrast was door de goede prestaties van Pardo bij Olympiakos. Op 13 november debuteerde hij in het nationale elftal toen door doelpunten van Arturo Vidal en James Rodríguez met 1–1 gelijkgespeeld werd tegen Chili. Vijf minuten voor het einde van de wedstrijd viel de vleugelspeler in voor spits Jackson Martínez. Tegen Argentinië (0–1 verlies) kwam Pardo niet in actie. Zijn eerste doelpunt in de nationale ploeg maakte hij op 14 november 2017, tijdens een vriendschappelijke wedstrijd tegen China. Na zeven minuten spelen opende hij de score. Door een doelpunt van Carlos Bacca en twee treffers van Miguel Borja won Colombia uiteindelijk met 0–4.
| Interlands van Felipe Pardo voor Colombia | Interlands van Felipe Pardo voor Colombia | Interlands van Felipe Pardo voor Colombia | Interlands van Felipe Pardo voor Colombia | Interlands van Felipe Pardo voor Colombia | Interlands van Felipe Pardo voor Colombia |
| №                                         | Datum                                     | Wedstrijd                                 | Uitslag                                   | Competitie                                | Goals                                     |
| Als speler bij Olympiakos                 | Als speler bij Olympiakos                 | Als speler bij Olympiakos                 | Als speler bij Olympiakos                 | Als speler bij Olympiakos                 | Als speler bij Olympiakos                 |
| ----------------------------------------- | ----------------------------------------- | ----------------------------------------- | ----------------------------------------- | ----------------------------------------- | ----------------------------------------- |
| 1                                         | 13 november 2015                          | Chili – Colombia                          | 1 – 1                                     | WK 2018 kwalificatie                      |                                           |
| 2                                         | 10 november 2017                          | Zuid-Korea – Colombia                     | 2 – 1                                     | Vriendschappelijk                         |                                           |
| 3                                         | 14 november 2017                          | China – Colombia                          | 0 – 4                                     | Vriendschappelijk                         | 7'                                        |

Bijgewerkt op 6 februari 2025.

## Erelijst
| Competitie             |                        |                        |                        |                        |
| Competitie             | Aantal                 | Jaren                  |                        |                        |
| Independiente Medellín | Independiente Medellín | Independiente Medellín | Independiente Medellín | Independiente Medellín |
| ---------------------- | ---------------------- | ---------------------- | ---------------------- | ---------------------- |
| Liga Aguila            | 1                      | Clausura 2009          |                        |                        |
| Olympiakos             |                        |                        |                        |                        |
| Super League           | 1                      | 2015/16                |                        |                        |